# Гокарнешвар
Гокарнешвар (непальск. गोकर्णेश्वर) — муниципалитет в районе Катманду в провинции Багмати-Прадеш в центральном Непале. 

## История
Муниципалитет Гокарнешвар был создан 2 декабря 2014 года путем слияния бывших комитетов развития деревень Сундариджал, Наяпати, Балува, Джорпати и Гокарна.

## Описание
Муниципалитет Гокарнешвар расположена в северо-западной части долины Катманду в 10 км на северо-востоке от столицы Непала Катманду. Является ближайшим пригородом столицы Непала Катманду. На юго-западе непосредственно граничит с Катманду на севере с районом Нувакот, муниципалитетом Горкха на юге, на востоке с муниципалитетом Наяпати, а на западе с муниципалитетом Капан.
На северной стороне муниципалитета расположен национальный парк Шивапури-Нагарджун. Там на холме Шивапури берет свой исток река Багдвар из которой берет своё начало Багмати (Павитра Нади) священная река индусов. Эта река является основным источником пресной воды для жителей Катманду.
В деревне на берегу реки Багмати стоит храм Гокарна Махадев, построенный в 1582 году. В конце августа-начале сентября в день, называемый Гокарна Аунси люди идут в этот храм, чтобы совершить омовение и сделать подношения в честь своих живых или умерших отцов.
Лесной заповедник Гокарна расположен в этом районе. Непальский медицинский колледж и учебная больница расположены к юго-западе Гокарнешвара.

### Климат
Климат с учётом высоты расположения деревни и близости высоких гор (Гималаи, Тибет), является субтропическим муссонным. Зимой дуют ветры с материка, но горы блокируют приток холодных воздушных масс с севера. В итоге ветры приносят сухую погоду с огромными суточными колебаниями (более 15 °C), летом приходит муссон со стороны Индии и выпадают обильные осадки. В связи с этим лето душное и влажное, но сильная жара бывает редко. Суточные колебания существенно меньшие. Зимой часто бывают заморозки, но снег выпадает достаточно редко. Средняя температура января (самого холодного месяца) +10 °C, июня и июля (самых тёплых месяцев) +18 °C.
Среднее количество осадков составляет 2002 миллиметра в год. Самый влажный месяц — июль, с 484 миллиметрами дождя, и самый сухой ноябрь, с 2 миллиметрами.
| Показатель                                       | Янв. | Фев. | Март | Апр. | Май  | Июнь | Июль | Авг. | Сен. | Окт. | Нояб. | Дек. | Год  |
| ------------------------------------------------ | ---- | ---- | ---- | ---- | ---- | ---- | ---- | ---- | ---- | ---- | ----- | ---- | ---- |
| Абсолютный максимум, °C                          | 24,4 | 28,3 | 33,3 | 35,0 | 36,1 | 37,2 | 32,8 | 33,3 | 33,3 | 33,3 | 29,4  | 28,3 | 37,2 |
| Средний суточный максимум, °C                    | 18   | 20,2 | 24,3 | 27,4 | 28,2 | 28,3 | 27,7 | 28   | 27,2 | 25,8 | 22,7  | 19,4 | 24,8 |
| Средняя температура, °C                          | 10   | 11,7 | 16,1 | 17   | 17   | 18   | 18   | 17   | 17   | 16   | 15,3  | 11,1 | 10   |
| Средний суточный минимум, °C                     | 2,1  | 3,8  | 7,5  | 11,3 | 15,5 | 19   | 20   | 19,7 | 18,2 | 13   | 7,4   | 3    | 11,7 |
| Абсолютный минимум, °C                           | −2,8 | −1,1 | 1,7  | 4,4  | 9,4  | 13,9 | 16,1 | 16,1 | 13,3 | 5,6  | 0,6   | −1,7 | −2,8 |
| Норма осадков, мм                                | 14   | 17   | 31   | 54   | 114  | 484  | 360  | 314  | 183  | 59   | 2     | 14   | 2002 |
| Источник: World Meteorological Organisation (UN) |      |      |      |      |      |      |      |      |      |      |       |      |      |

## Население
Согласно переписи населения Непала 2011 года общая численность населения муниципалитета составляет 107 351 человек.